# Lettre Anglaise

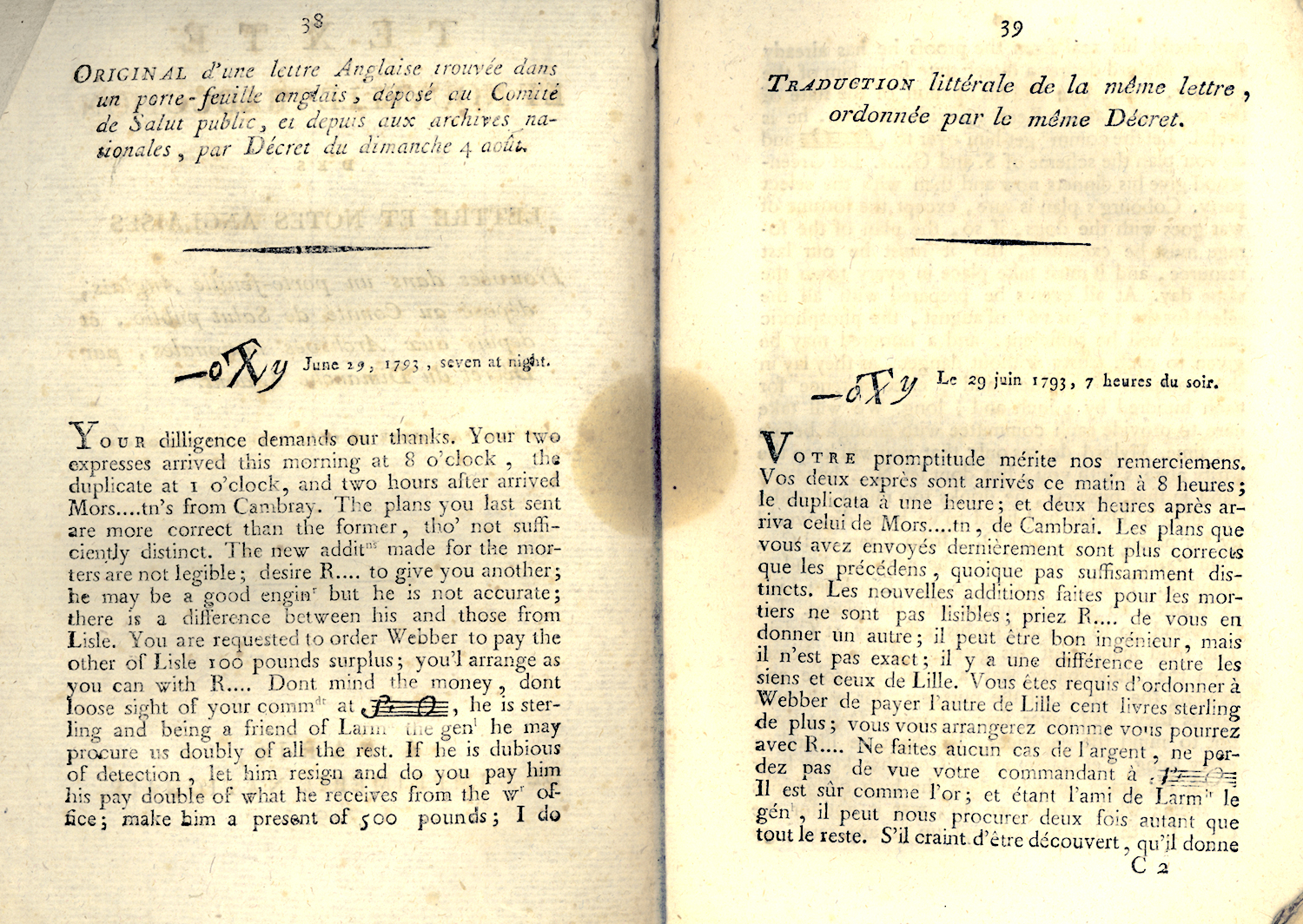
A "Lettre Anglaise"
Extrato do volume publicado e traduzido pela Convenção

A Lettre Anglaise (Carta Inglesa em português) é um documento datado de 1793 e em duas partes (recomendações e notas em inglês), que foi encontrado em uma pasta perdida em Lille por um agente da Inglaterra, em pleno andamento da Revolução Francesa.
Este documento era um dos inúmeros exemplares manuscritados endereçados às pessoas interessadas. Ele fornecia a prova de que o governo inglês de William Pitt mantinha espiões na França e pagava agitadores dentro do país vizinho. Na verdade, não existia nada de extraordinário neste procedimento e todos os governos, em tempos de guerra particularmente, mantinham agentes no exterior que os informassem. Mas em Julho de 1793, a hora era extremamente grave já que a Convenção estava dividida - uma parcela dos deputados fugira e fora posta fora da lei - e havia se instalado um clima de desconfiança contra os inimigos internos, desconfiança esta que a « lettre anglaise » vinha justificar.

## A lei contra os estrangeiros
A revelação da existência da pasta inglesa foi assim a origem da lei promulgada em 1º de Agosto de 1793 contra os estrangeiros. Assim que foram divulgados os planos de conspiração contidos na carta - visto que a carta fora traduzida e publicada por ordem da Convenção -, Barère propôs uma lei contra os estrangeiros e um decreto expulsando os inglêses não domiciliados na França antes de 1789. Cambon sucede-o na tribuna e solicita a aprovação para que se possa prender provisoriamente todos aqueles considerados suspeitos. Junta-se a eles Philibert Simond que pede o fechamento das fronteiras e a prisão de todo e qualquer súdito britânico. Estas medidas foram aprovadas, bem como uma proposta de Couthon estabelecendo que franceses tendo fundos colocados em Londres estavam condenados a pagar uma multa.
Enfim, a Convenção, unida na mesma indignação, denuncia « em nome da Humanidade ultrajada a todos os povos, inclusive ao povo inglês, a conduta covarde, pérfida, atroz do Governo britânico que suborna o assassinato, o veneno, o incêndio e todos os crimes para o triunfo da tirania e o aniquilamento dos direitos do homem ». Ainda divulga um decreto geral assim concebido : « A Convenção Nacional decreta que os estrangeiros de países com os quais a República esteja em guerra, e não domiciliados na França antes de 14 de Julho de 1789, sejam postos imediatamente em detenção e bloqueados seus papéis, cofres e posses ». Ela ainda encarrega a Comissão dos Seis de lhe apresentar, a partir do dia seguinte, um projeto de lei sobre os estrangeiros em geral. Em 3 de Agosto, a Assembléia tem que pronunciar-se sobre diversas modificações feitas a seu decreto de dois dias antes ; porém, prefere não se decidir sobre as diversas teses expostas diante dela, e é apenas em 6 de Setembro de 1793 que as emendas são feitas (e muito leves, por sinal) no decreto de 1º de Agosto.
Tendo a medida finalmente sido tomada, faltava aplicá-la. Coube aos comitês revolucionários criados para a vigilância dos estrangeiros esta missão. Os comitês deveriam prender qualquer estrangeiro que parecesse suspeito e puseram-se rapidamente à obra até uma nova e discreta modificação da lei, instigada de Barère, na primavera de 1794.